# Rombas
Rombas (prononcé [ʀɔ̃bɑ]) est une commune française située dans le département de la Moselle, en région Grand Est.
Ses habitants s’appellent les Rombasiens.

## Géographie

### Localisation
La ville est située dans la basse vallée de l'Orne, sur sa rive droite, sur deux régions naturelles : le Plateau lorrain et les plateaux calcaires de Lorraine ou côtes de Moselle.

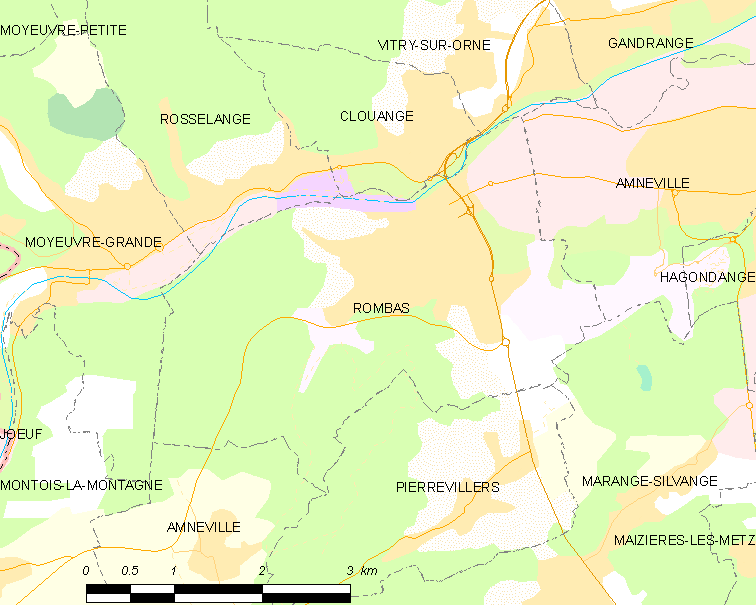
Carte de la commune.

### Géologie
Les étages de l’échelle stratigraphique apparents à Rombas sont mentionnés selon leur ordre de mise en place, des plus anciens aux plus récents :
- Ère secondaire : Pliensbachien ; Toarcien ; Aalénien ; Bajocien, d'un âge d'environ −190 à −165 millions d'années (Ma) ;
- Système quaternaire : limons éoliens ; alluvions anciennes et alluvions modernes.

### Hydrographie

#### Réseau hydrographique
La commune est située dans le bassin versant du Rhin au sein du bassin Rhin-Meuse. À Rombas, la rivière de l’Orne recueille l’eau de Rapt canalisé en aval du fond Saint-Martin. Ce ruisseau arrose le lieu-dit Chantereine qui doit son nom à l’affection que portent les batraciens pour cette zone humide. Les eaux d’exhaure sont présentes sur les flancs de coteaux.
Réservoir, stations de pompage.
L'Orne, d'une longueur totale de 85,7 km, prend sa source dans la commune de Ornes et se jette  dans la Moselle à Richemont, après avoir traversé 37 communes.

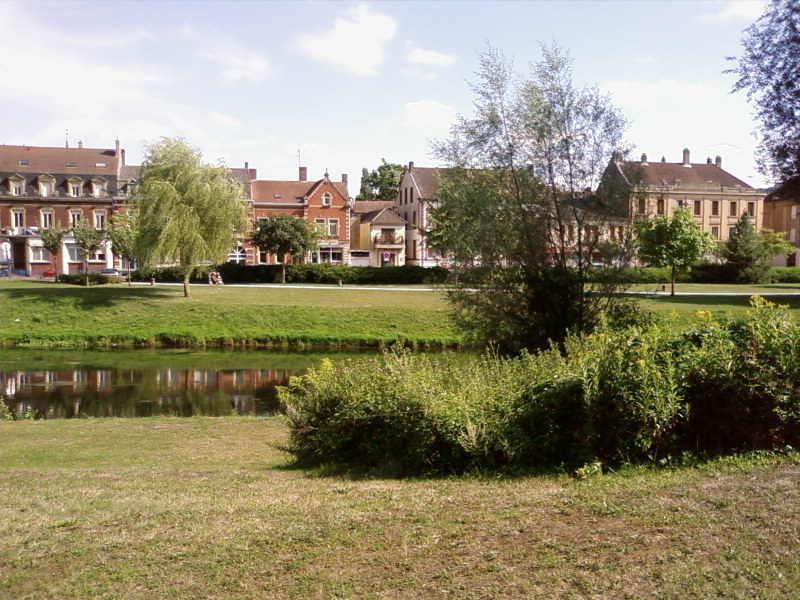
L'Orne et la rue de la Gare à Rombas.
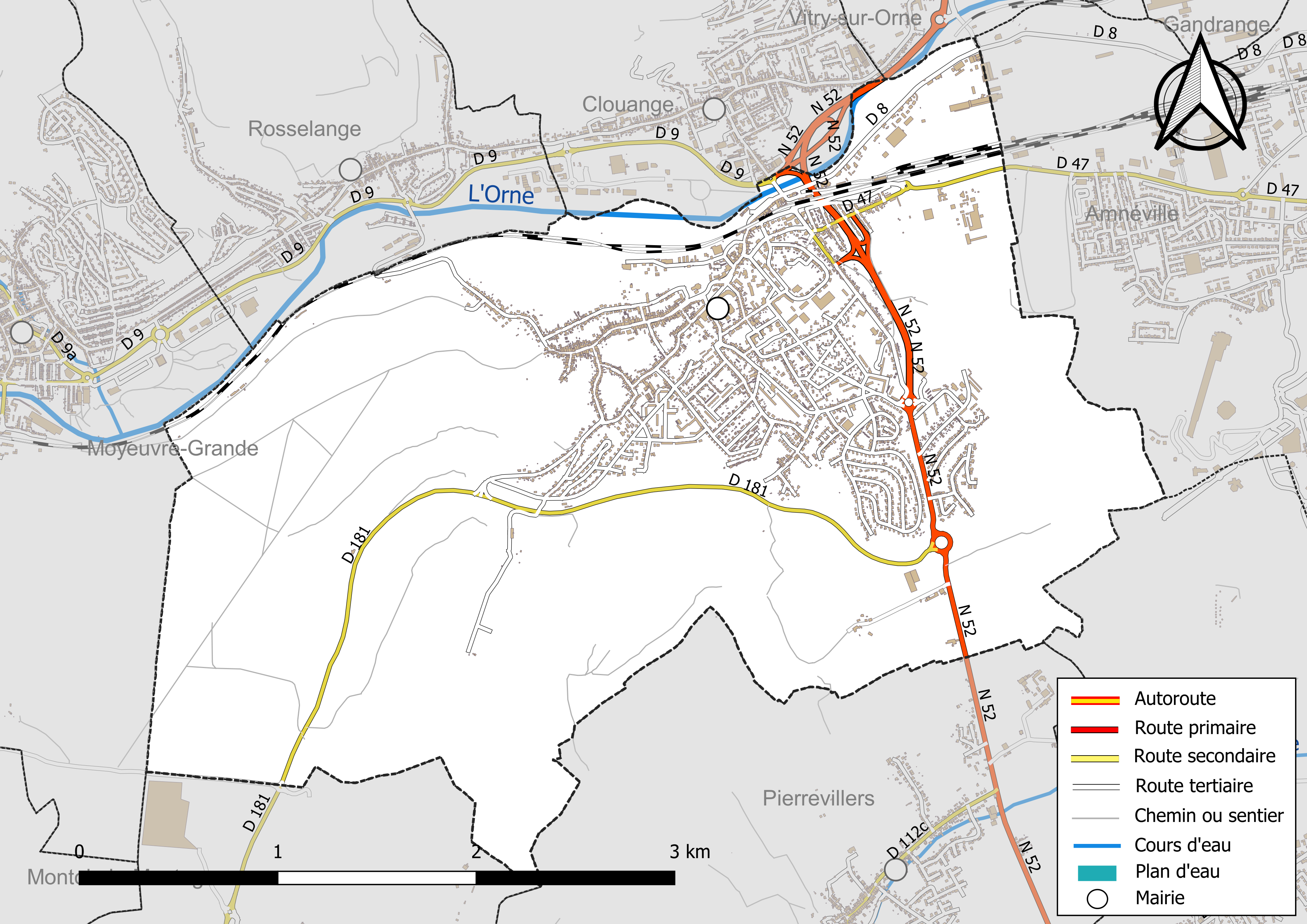
Réseaux hydrographique et routier de Rombas.

#### Gestion et qualité des eaux
Le territoire communal est couvert par le schéma d'aménagement et de gestion des eaux (SAGE) « Bassin ferrifère ». Ce document de planification, dont le territoire correspond aux anciennes galeries des mines de fer, des aquifères et des bassins versants associés, d'une superficie de 2 418 km2, a été approuvé le 27 mars 2015. La structure porteuse de l'élaboration et de la mise en œuvre est la région Grand Est. Il définit sur son territoire les objectifs généraux d’utilisation, de mise en valeur et de protection quantitative et qualitative des ressources en eau superficielle et souterraine, en respect des objectifs de qualité définis dans le SDAGE  du Bassin Rhin-Meuse.
La qualité de l'Orne peut être consultée sur un site dédié géré par les agences de l’eau et l’Agence française pour la biodiversité.

### Climat
Pour des articles plus généraux, voir Climat du Grand Est et Climat de la Moselle.
En 2010, le climat de la commune est de type climat de montagne, selon une étude du Centre national de la recherche scientifique s'appuyant sur une série de données couvrant la période 1971-2000. En 2020, Météo-France publie une typologie des climats de la France métropolitaine dans laquelle la commune est exposée à un climat semi-continental et est dans la région climatique  Lorraine, plateau de Langres, Morvan, caractérisée par un hiver rude (1,5 °C), des vents modérés et des brouillards fréquents en automne et hiver. 
Pour la période 1971-2000, la température annuelle moyenne est de 9,5 °C, avec une amplitude thermique annuelle de 16,7 °C. Le cumul annuel moyen de précipitations est de 785 mm, avec 13 jours de précipitations en janvier et 9 jours en juillet. Pour la période 1991-2020, la température moyenne annuelle observée sur la station météorologique de Météo-France la plus proche, « Malancourt », sur la commune d'Amnéville à 4 km à vol d'oiseau, est de 10,2 °C et le cumul annuel moyen de précipitations est de 884,1 mm. 
La température maximale relevée sur cette station est de 39,3 °C, atteinte le 25 juillet 2019 ; la température minimale est de −17,9 °C, atteinte le 5 janvier 1985,,. 
| Mois                                  | jan.             | fév.             | mars           | avril           | mai             | juin            | jui.           | août           | sep.           | oct.            | nov.             | déc.             | année      |
| ------------------------------------- | ---------------- | ---------------- | -------------- | --------------- | --------------- | --------------- | -------------- | -------------- | -------------- | --------------- | ---------------- | ---------------- | ---------- |
| Température minimale moyenne (°C)     | −0,4             | −0,3             | 2,2            | 4,9             | 8,5             | 11,5            | 13,6           | 13,4           | 10,2           | 7,1             | 3,2              | 0,6              | 6,2        |
| Température moyenne (°C)              | 1,8              | 2,7              | 6,3            | 10              | 13,7            | 16,9            | 18,9           | 18,7           | 14,8           | 10,4            | 5,7              | 2,6              | 10,2       |
| Température maximale moyenne (°C)     | 4,1              | 5,8              | 10,4           | 15              | 18,8            | 22,2            | 24,3           | 24             | 19,4           | 13,8            | 8,1              | 4,6              | 14,2       |
| Record de froid (°C) date du record   | −17,9 05.01.1985 | −15,6 07.02.1991 | −14,6 01.03.05 | −6,1 12.04.1986 | −1,4 06.05.1979 | −0,1 05.06.1991 | 2,9 22.07.1980 | 2,9 24.08.1980 | 1,3 07.09.1985 | −3,4 24.10.03   | −10,8 23.11.1998 | −15,5 03.12.1973 | −17,9 1985 |
| Record de chaleur (°C) date du record | 15,2 05.01.1999  | 20,9 27.02.19    | 25,6 31.03.21  | 27,9 21.04.18   | 32,4 28.05.17   | 35,4 26.06.19   | 39,3 25.07.19  | 38,2 08.08.03  | 33,1 15.09.20  | 26,2 10.10.1979 | 21,1 02.11.20    | 15,6 17.12.15    | 39,3 2019  |
| Précipitations (mm)                   | 85,9             | 70,2             | 67,5           | 52,6            | 67,9            | 68,4            | 70,7           | 69,5           | 69,6           | 79,7            | 81,7             | 100,4            | 884,1      |

| Diagramme climatique                                  |             |             |           |             |              |              |            |              |             |            |             |
| J                                                     | F           | M           | A         | M           | J            | J            | A          | S            | O           | N          | D           |
| 4,1−0,485,9                                           | 5,8−0,370,2 | 10,42,267,5 | 154,952,6 | 18,88,567,9 | 22,211,568,4 | 24,313,670,7 | 2413,469,5 | 19,410,269,6 | 13,87,179,7 | 8,13,281,7 | 4,60,6100,4 |
| Moyennes : • Temp. maxi et mini °C • Précipitation mm |             |             |           |             |              |              |            |              |             |            |             |

Les paramètres climatiques de la commune ont été estimés pour le milieu du siècle (2041-2070) selon différents scénarios d'émission de gaz à effet de serre à partir des nouvelles projections climatiques de référence DRIAS-2020. Ils sont consultables sur un site dédié publié par Météo-France en novembre 2022.

### Communes limitrophes
| Rosselange      | Clouange      |                  |
| Moyeuvre-Grande | Rombas        | Amnéville        |
| Amnéville       | Pierrevillers | Marange-Silvange |

## Urbanisme

### Typologie
Au 1er janvier 2024, Rombas est catégorisée centre urbain intermédiaire, selon la nouvelle grille communale de densité à sept niveaux définie par l'Insee en 2022.
Elle appartient à l'unité urbaine de Metz, une agglomération intra-départementale regroupant 42  communes, dont elle est une commune de la banlieue,,. Par ailleurs la commune fait partie de l'aire d'attraction d'Amnéville - Rombas, dont elle est une commune du pôle principal,. Cette aire, qui regroupe 2 communes, est catégorisée dans les aires de moins de 50 000 habitants,.

### Occupation des sols
L'occupation des sols de la commune, telle qu'elle ressort de la base de données européenne d’occupation biophysique des sols Corine Land Cover (CLC), est marquée par l'importance des forêts et milieux semi-naturels (51,5 % en 2018), en augmentation par rapport à 1990 (46,4 %). La répartition détaillée en 2018 est la suivante : 
forêts (47,5 %), zones urbanisées (20,5 %), zones industrielles ou commerciales et réseaux de communication (8,4 %), espaces verts artificialisés, non agricoles (8 %), cultures permanentes (7,8 %), milieux à végétation arbustive et/ou herbacée (4 %), zones agricoles hétérogènes (3,9 %). L'évolution de l’occupation des sols de la commune et de ses infrastructures peut être observée sur les différentes représentations cartographiques du territoire : la carte de Cassini (XVIIIe siècle), la carte d'état-major (1820-1866) et les cartes ou photos aériennes de l'IGN pour la période actuelle (1950 à aujourd'hui).

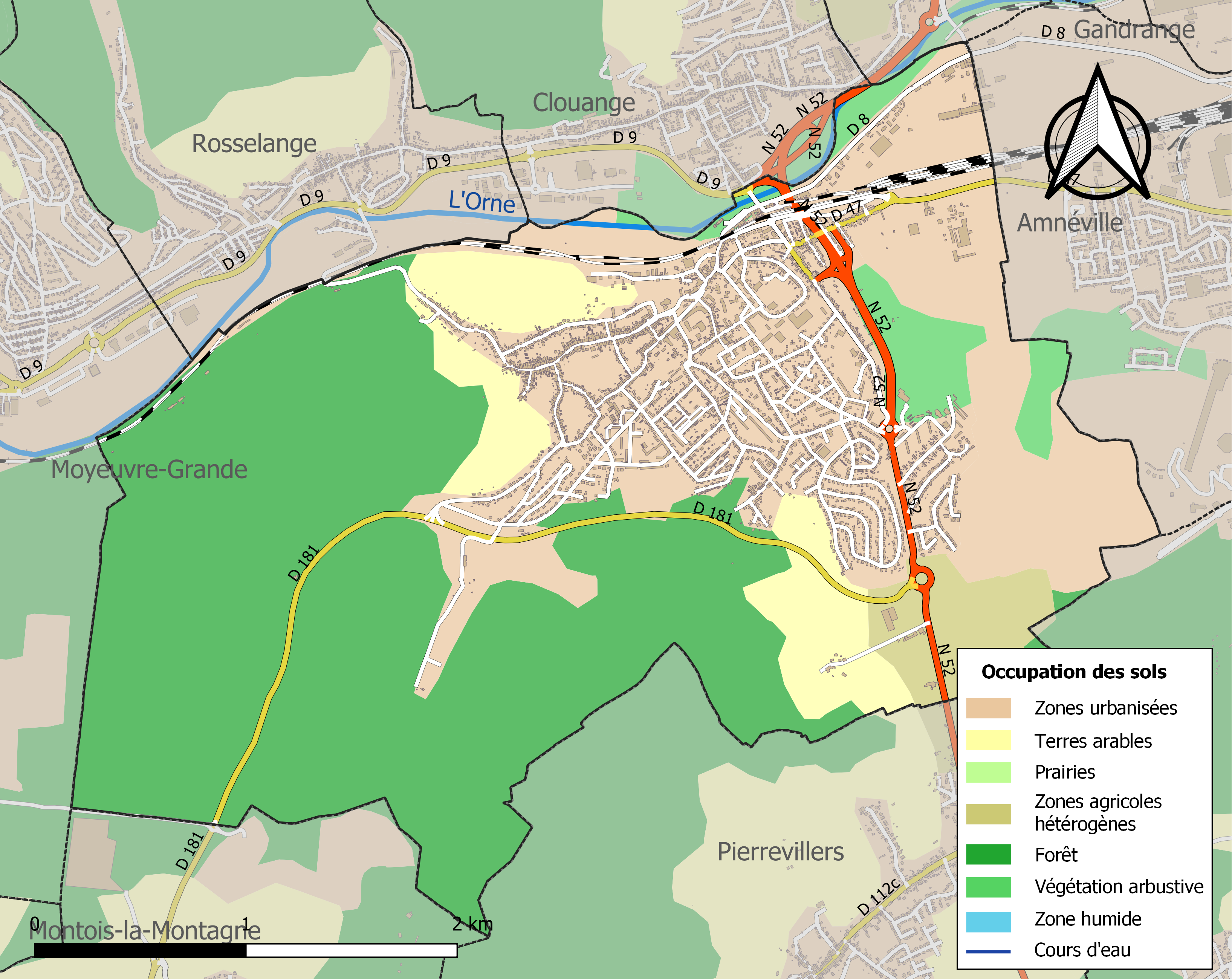
Carte des infrastructures et de l'occupation des sols de la commune en 2018 (CLC).

## Toponymie

### Attestations anciennes
La première mention connue de la localité apparaît dans une nomenclature des propriétés du couvent bénédictin de Prüm en Eifel, au Xe siècle, sous la forme latinisée Rembacum.
Anciennes mentions, :
- Romesbach, 972–973 ;
- Romebach, 978 ;
- Ramesbach et Romabach, 984 ;
- Rumebaz, Rumebaiz, Romesbach au XIIe siècle ;
- Rumesbach, 1128 ;
- Romeba, 1157 ;
- Ramisbach, 1160–1162 et 1179 ;
- Romesbas, 1185 ;
- Romebair, 1242, 1247 ;
- Romebac, 1245 ;
- Romebar, 1264 ;
- Roumebac, 1285 ;
- Rombar, 1298 ;
- Rombart, 1327 ;
- Rombair, Rombairt, Rombar, 1335–1338 ;
- Rombairt, 1339 ;
- Romber et Rombas au XVe siècle ;
- Rombay, 1427 ;
- Rombaix, 1472 ;
- Rombay, 1529–1598 ;
- Rombart, 1581 ;
- Romba ou Redingen, 1572 ;
- Rombas, 1613 ;
- Rombach, XVIIIe siècle (pouillé de Metz) ;
- Rombac sur la carte de Cassini[21] (levée entre 1756 et 1789) ;
- Rombach, 1871-1918 et 1940-1944 (annexion allemande) ;
- Rombas, depuis 1945.

### Étymologie
On attribue au nom de la ville une étymologie germanique. Le premier élément Rumo, est un nom de personne (sans doute un Franc, propriétaire de la terre au VIe ou VIIe siècle), associé à l'appellatif *bakiz qui désigne le cours d’eau (cf. l’allemand Bach, ruisseau) et qui a généralement donné la finale -bais ou -baix dans les régions de langue d’oïl.
Le nom de la commune est Rombéch en francique lorrain.
Rombas est l'homonyme étymologique de Rombach-le-Franc (Haut-Rhin, Rumbach 854).

## Histoire

### Préhistoire et Antiquité
Les premières installations humaines dateraient du Néolithique (5 000 av. J.-C.) au lieu-dit Les Roches. Vers 1870, des haches néolithiques (vers −4 000) sont découvertes au lieu-dit la Tuilerie proche du hameau de Ramonville.
Les vestiges d’un oppidum remarquable sur la côte de Drince, à Pierrevillers, demeurent parfaitement visibles et attestent la présence dans la région du peuple celte, les Médiomatriques (env. IIIe siècle[réf. nécessaire]).
Achèvement de la conquête romaine de la Gaule (en 52), présence romaine très probable à Rombas.

### Moyen Âge
C’est le Franc germanique Rumo qui, recevant cette terre en partage, aurait fondé Rombas au VIIe siècle. La ville dépendait de l’ancienne province du Barrois, prévôté de Briey. Elle est citée en 753 comme possession de Saint-Vannes de Verdun.
Au XIe siècle, sous l’impulsion des moines de l’abbaye de Gorze, la viticulture devint la principale activité économique.
La ville de tradition francophone se situe sur l'ancienne frontière linguistique (soit jusqu'au XVIIe siècle) entre les parlers roman et germanophone.
Durant la guerre que René II, duc de Lorraine et de Bar, fait aux Messins, Rombas est assiégée et anéantie en 1490.

### De la Renaissance auXVIIIesiècle
Fief lorrain sous la prévôté de Briey en 1572. 
Sa population dépasse largement 750 habitants en 1581. Plus de 1 000 au début du XVIIe siècle (malgré sa destruction en 1636 due à la guerre de Trente Ans).

### La Révolution française et l’Empire

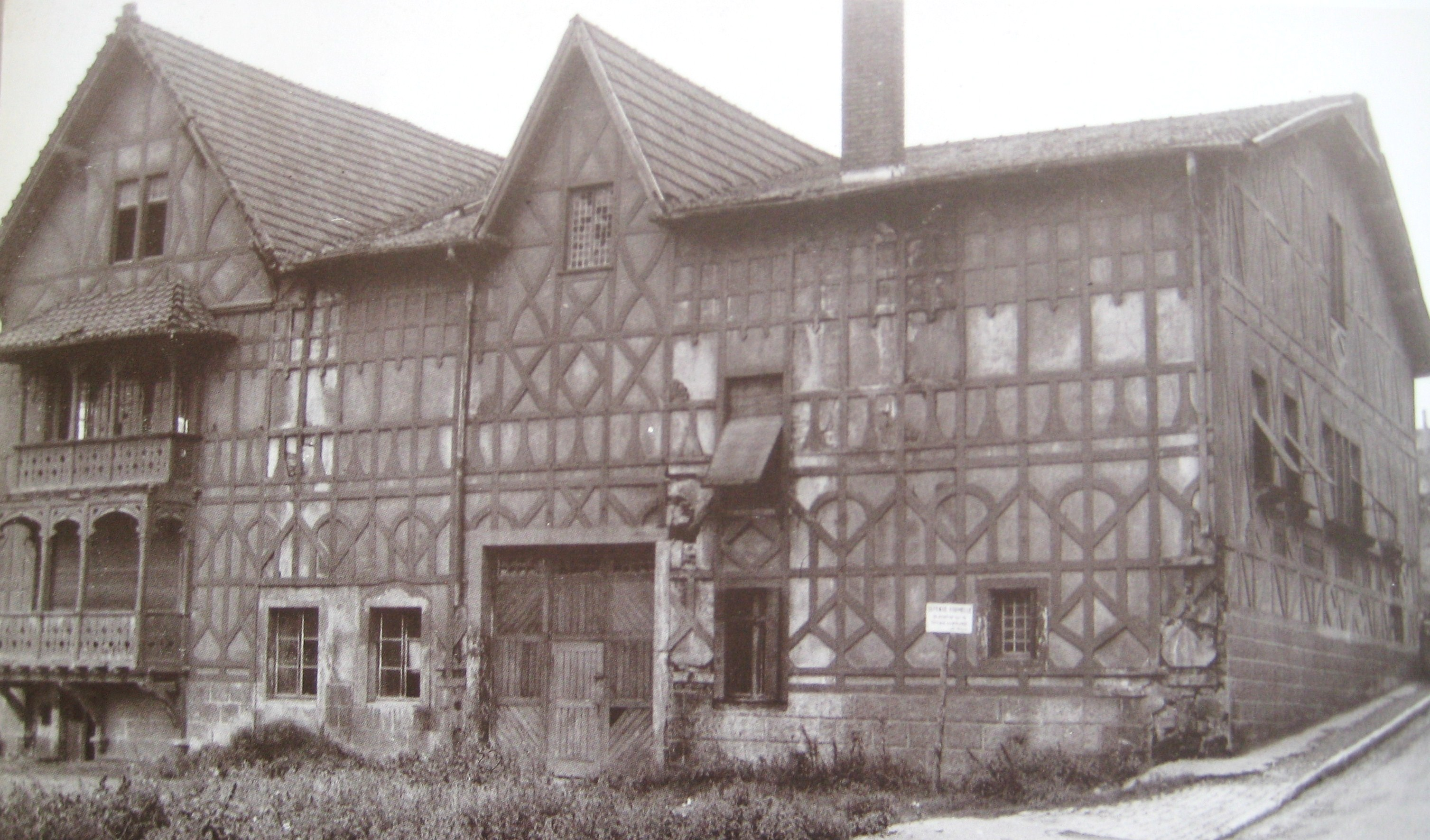
Ancien château de Rombas.

À la Révolution, Rombas, siège d’un archiprêtré, est la deuxième localité du bailliage de Briey avec près de 1 250 âmes (le territoire de Sylvange aujourd’hui Silvange est encore sous sa dépendance).
Le noyau historique du bourg vigneron donne la toponymie côte de Choque désignant le pressoir. Les maisons de vignerons dans leur aspect actuel (deuxième moitié du XVIIIe siècle à début XIXe siècle) s’élèvent sur une cave voûtée avec l’organisation mitoyenne caractéristique du village-rue lorrain.
En 1793, Rombas dépend du département de la Moselle et du canton de Briey et du district devenu arrondissement (en 1801) de Briey.
Après la Révolution française, la famille de Wendel déploie les forges et son influence dans la vallée. En 1817, Rombas avait pour annexes les hameaux de Villers-lès-Rombas et Ramonville ce qui représente 1 160 habitants répartis dans 248 maisons.
À partir de 1860, l’industrie supplante mille ans de culture de la vigne, une culture qui disparaîtra définitivement en 1916, anéantie par le phylloxéra.

### L’annexion allemande: 1871–1918
Comme les autres communes de l'actuel département de la Moselle, Rombas est intégrée à l’Empire allemand après 1871, en application du traité de Francfort. Administrativement, la commune de Rombas, rebaptisée Rombach, est intégrée à l'arrondissement de Metz-Campagne, arrondissement du district de Lorraine, le district allemand de Lorraine. Durant cette période, Rombas devient un haut lieu de la sidérurgie. Une aciérie est implantée au centre d’un complexe industriel de grande ampleur, un complexe qui relie l'usine aux mines de fer et à d’autres sites, comme celui de Maizières-lès-Metz. L’Annexion se traduit par un afflux d’immigrés allemands, des ouvriers, mais aussi des cadres de l’industrie et des enseignants. La « ville basse » se développe à partir de l’usine et de la gare, selon les principes d’un art urbain inédit. Des écoles et une nouvelle mairie sont édifiées. La jonction avec le « village français » est amorcée au niveau de l'actuelle rue de Versailles et de la Grand’rue. L’usine favorise la construction d’un collège d’enseignement dans la rue de l’Usine en 1898. Lorsque la Première Guerre mondiale éclate, les Mosellans doivent se battre pour l’Empire allemand. Beaucoup de jeunes gens tombent sous l’uniforme allemand, sur le Front de l’Est, mais aussi à l’Ouest.

### Le retour à la France
Rombas redevient française en novembre 1918 et réintègre l'arrondissement de Metz-Campagne, retrouvant ainsi sa place au sein de la République française. Comme conséquence juridique de l’annexion de 1871, le département de la Moselle est encore aujourd’hui sous régime concordataire, comme les départements du Bas-Rhin et le Haut-Rhin. En 1936, la construction de l’actuel collège, dans un cadre encore champêtre, est conçue pour pouvoir également servir d’hôpital.

### Seconde Guerre mondiale
La Seconde Guerre mondiale et le drame de la deuxième Annexion marqueront durablement les esprits. L’armistice du 22 juin 1940 est en effet suivi d’une annexion de fait de la Moselle, par le Troisième Reich, qui entend germaniser totalement le pays. Le collège fait office d'hôpital militaire pour les Allemands entre juillet 1940 et août 1944. La Résistance s'organise pour faciliter l'évasion des réfractaires et des persécutés. Dès le 30 juillet 1942, la police allemande arrête les membres d'un réseau d'évasion à Rombas. Le mois suivant, les premiers Malgré-nous mosellans sont incorporés de force dans l'armée allemande. La commune sera libérée le 4 septembre 1944 au début de la bataille de Metz, échappant ainsi aux bombardements pratiquée par l'aviation militaire américaine en septembre et octobre 1944.

### L’après-guerre
La sidérurgie met plusieurs années à retrouver son dynamisme au lendemain de la guerre. Elle reste structurée par métiers et se mécanise peu. Mais en 1950, on parle du « Texas-Français », la main-d’œuvre afflue de tous les départements français et une part importante des ouvriers est étrangère : fils d’Italiens piémontais et lombards venus au début du siècle, ouvriers allemands sociaux-démocrates arrivés pendant l’annexion de 1918, soldats russes prisonniers de guerre allemands de 1914–1918, Polonais, Russes de l’armée blanche ukrainienne, Italiens antifascistes de l’entre-deux-guerres, Hongrois communistes de 1920 et du parti national des Croix fléchées de 1946, et Hongrois réfugiés de 1956, Algériens, Italiens du Sud, Yougoslaves, etc. À partir de 1961 la croissance est rompue. Orientée sur la fabrication des produits longs destinés à l’exportation, l’industrie subit de plein fouet la concurrence internationale. 1963–1967 : la première crise industrielle et sociale régionale longue éclate. Elle se traduit par des licenciements massifs et la fermeture des mines de fer. Après 1968, l’amélioration des conditions de travail (hausse des salaires et diminution horaire du travail) coïncide avec la hausse des débouchés qui donnent à la sidérurgie lorraine de nouveaux espoirs. Elle doit alors embaucher.

### Déclin sidérurgique et mutations

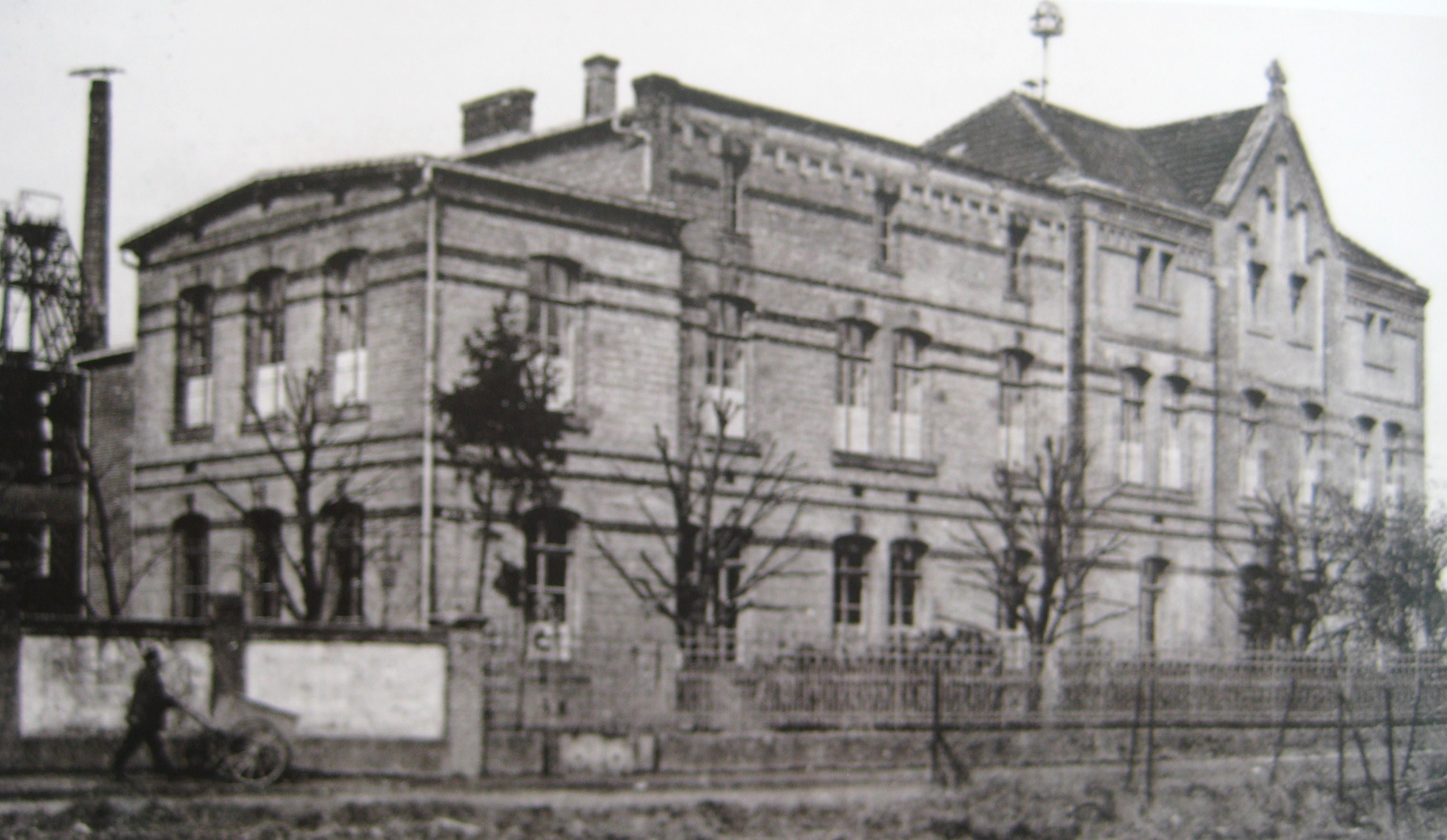
Ancien hôpital de Rombas.

La légère récession de 1971 puis la crise généralisée de la métallurgie mosellane (1975–1983) provoquent la fermeture annoncée de nombreux sites dans la région. L’usine de Rombas fait partie des trois dernières aciéries demeurées en activité. Ses deux derniers hauts-fourneaux s’arrêtent en 1998.
Au cours de cette période, se développent  et de nouveaux équipements publics communaux.

### Nouveaux enjeux
À partir des années 1980, les municipalités s’emploient à transformer l’image de la ville et se préoccupent du cadre de vie. Le service des Espaces verts se déploie considérablement et rapporte à la commune des distinctions pour son fleurissement, alors que la zone de loisirs du fond Saint-Martin est aménagée. La médiathèque est inaugurée en 1989 ainsi qu’une télévision locale (RTV) qui est diffusée via le réseau câblé. Dans l’idée d’enrayer la perte des commerces en ville par leur regroupement, et afin de lui donner une identité de centre-ville qui semble lui faire défaut, l’ancienne place du Docteur-Job est restructurée à travers une opération immobilière voulue ambitieuse (« Nous construisons l’avenir » est le slogan de la campagne de communication municipale). Les immeubles créent un pourtour à cette place, et une double galerie desservant des commerces (projet de Jean-Denis Sagan architecte). Les campagnes de ravalement des façades se succèdent tandis que les carrefours et les jardins se parent de fontaines ou de sculptures.
Dans les années 1990, deux barres d’habitation de l’ensemble Bourgasser très dégradées (le Berlioz et une partie du Massenet) sont démolies pour faire place à des immeubles collectifs de taille plus modeste : les immeubles Manon et Ariane nommés d’après les œuvres musicales de Jules Massenet. En 2000, le Massenet est détruit entièrement. Le Verdi, dernier vestige de l’ancien quartier Bourgasser, disparaît du paysage rombasien au début de l’année 2011.
La ville est précurseur du développement d’Internet à ses débuts en développant son site internet dès mars 1998 et en ouvrant peu après un Espace public numérique dans une salle de la médiathèque La Pléiade. La salle des fêtes, réhabilitée et promue « Espace culturel », développe une vaste programmation de concerts et de spectacles culturels.

## Héraldique
| Blason de Rombas | Blason  | D’azur à l’épée d’argent, garnie d’or, la pointe en bas, accostée de deux barbeaux d’or, flanqués de deux croisettes, recroisetées au pied fiché du même. |
| Blason de Rombas | Détails | Les barbeaux, les croisettes et le champ d’azur font référence à l’ancien duché de Bar. L’épée est le symbole de saint Paul, protecteur de l’abbaye Saint-Paul de Verdun. Approuvées par la Commission départementale d’héraldique le 28 février 1957, les armoiries communales ont été délivrées par le préfet le 25 avril de cette même année,. |

## Économie
Les activités sur le territoire de la commune sont diverses et variées avec la présence de nombreux artisans, de restaurants, de bars, de boulangeries, pharmacies, une boucherie et tous les commerces de premières nécessitée…
La ville dispose de commerces de petite taille mais aussi d'un supermarché Leclerc et Norma.

### Parcs d'activités
Situé entre Rombas et Pierrevillers, en bordure de la route nationale 52, le parc d'activités de Ramonville est en voie de développement. Il accueille l'entreprise de recyclage CITRAVAL ainsi que plusieurs petites entreprises et artisans. 
Entre Amnéville et Rombas, un autre parc d'activités est en projet, il s'agit des Portes de L'orne, un méga projet supportés par plusieurs communes locales visant à utiliser des terrains autrefois occupés par le complexe sidérurgique de l'usine de Rombas. 
Ce site a déjà subit de nombreux aménagements avec la destruction des anciennes friches industrielles et le réaménagement de plusieurs bâtiments historiques en espace de Coworking, en incubateur de sociétés innovantes ainsi qu'en espace de rencontre mixte. La régie intercommunale y a également construit son nouveau siège et à terme, le site doit voir le développement de plus de 1 200 logements et l'implantation d'entreprises sur un site de 550 hectares.  
En parallèle des Portes de L'Orne, la ville développe une nouvelle zone d'activité et d'habitations sur le site de l'ancienne usine d'agglomération depuis le début des années 2020 avec plusieurs dizaines de millions d'euros investis. 
Depuis, deux pôles de messagerie urbaine se sont implantées et ont construit des sites de logistique dit « du dernier kilomètre » aboutissant en la création de 400 emplois et le développement d'autres projets est en cours ainsi que la construction d'un lotissement.

### Sidérurgie

#### Naissance de l’usine
En 1881 est fondée la Société des forges de Rombas. Après huit années de travaux d’infrastructure, elle devient la Rombacher Hüttenwerke qui entreprend la construction de l’usine de Rombas à proximité immédiate de la rivière.
Deux premiers hauts-fourneaux sont construits entre 1888 et 1890, puis cinq autres entre 1893 et 1902. Le laminoir, également appelé train, est construit en 1904 et alors destiné à la production de rails et de gros profilés (poutrelles). Le haut-fourneau no 8, mis en chantier en 1914, sera mis à feu en 1920. Ce fut le premier à être muni d’un monte-charge de type Staeler-Gogotski.

#### De 1919 à 1944
L’incorporation de la sidérurgie de la Lorraine annexée dans l’économie française n’est pas sans difficulté, les installations étant vétustes et usées par une exploitation intensive, d’autant qu’une crise des approvisionnements, notamment du coke complique la situation. La fin de la Première Guerre mondiale coïncide avec l’arrivée d’une figure marquante dans l’histoire de l’usine, l’ingénieur Jacques Laurent. Affecté en 1919 en tant qu’officier au service des forges à Metz, il est chargé de diriger les usines allemandes mises sous séquestre en Lorraine. Il devient le directeur commercial de la Société lorraine des aciéries de Rombas (SLAR) créée pour relancer l’usine de Rombas, qui regroupe les usines de Rombas et Maizières-lès-Metz. Pour la reconstruction et la réparation de huit hauts-fourneaux et de six trains de laminoirs, il obtient des investissements nombreux dont la majeure partie est autofinancée. Il contribue également à la création de filiales : un réseau de vente des aciers en France (la Société de dépôt et d’agence de vente d’usines métallurgiques ou Davum) et à l’exportation (Sogeco puis Davum-Exportation). En 1929, il achète les brevets de production de palplanches propriétés de la société Larssen. Le laminage à chaud des palplanches devient alors une spécialité de l’usine de Rombas, unique en France. Des millions de tonnes produites de toutes dimensions sont expédiées dans le monde entier (en Égypte par exemple pour la sauvegarde des temples de Philæ, à Rotterdam pour la construction d’une gigantesque digue ou encore à Lisbonne où sont réalisés des quais pour l’accostage de superpétroliers). La société réussit à atteindre entre 1928 et 1929 le maximum de sa production pendant que le programme de modernisation s’applique à reconstruire quatre hauts-fourneaux, remplacer l’aciérie Thomas et installer un train continu à billettes. L’usine de Rombas ouvre un port à Richemont sur le canal des mines de fer de la Moselle, amorce d’une liaison fluviale jusqu’au Rhin. En 1938, une aciérie électrique de 30 tonnes complète les quatre fours de l’aciérie Martin de 25 tonnes élaborant toutes les qualités d’acier au carbone et d’aciers spéciaux, chauffés à 1 800 °C.
Lorsque la guerre est déclarée en 1939, Jacques Laurent est autorisé à continuer de s’occuper des usines de Rombas, où il prend les mesures de sécurité jusqu’aux bombardements des usines par l’aviation allemande en avril et mai 1940. Il n’applique pas l’ordre de faire sauter les hauts-fourneaux, mais verrouille la production en rendant hors d’usage l’unique soufflante à vapeur encore en fonction, dont il fait charger les pièces indispensables à sa remise en route future, sur un camion envoyé à Saint-Chamond. De juillet 1940 à août 1944, aidé par les cadres et contremaîtres ayant fui l’usine de Rombas, Jacques Laurent utilise l’usine de Guérigny pour produire de l’acier et permet ainsi à de nombreux Lorrains de fuir leur territoire devenu allemand vers la zone libre.

#### Après-guerre
La remise en état de l’usine est amorcée, mais sa production ne recommence qu’en 1945. Jacques Laurent qui est revenu à Rombas depuis fin 1944, s’applique à développer de nombreux points de vente pour Davum dont il a été nommé président, et pour Davum-Exportation. En 1950, il crée Sidélor, regroupement de plusieurs usines du groupe Marine–Micheville–Pont-à-Mousson autour de la SLAR. Nommé président de Sidélor puis de la Société des forges et Aciéries de Dillingen (Sarre) en 1953, il effectue à nouveau des voyages aux États-Unis pour réaliser les investissements utiles à ces deux sociétés et devient vice-président de la chambre de commerce et d’industrie de Moselle. Il prend retraite de Sidélor en 1956.
En 1962, les hauts-fourneaux peuvent produire 3 600 tonnes de fonte par jour. Le chargement des matières s’effectue par bennes pour cinq de ces hauts-fourneaux et par double skip pour les trois autres plus modernes (R 5 à R 7).
Une partie des hauts-fourneaux sont définitivement arrêtés entre 1975 et 1984.
| 1881             | Création de la Société des forges de Rombas. Travaux d’aménagement. |
| 1888-1890        | Construction des deux premiers hauts-fourneaux. |
| 1893             | Mise à feu du haut-fourneau no 3. |
| 1898             | Mise à feu du haut-fourneau no 4. |
| 1900             | Première aciérie de procédé Thomas, Cimenterie, Mise à feu des hauts-fourneaux nos 5 et 6. |
| janvier 1902     | Allumage du haut-fourneau no 7 |
| 1905             | Rachat de l’usine de Maizières (quatre hauts-fourneaux) au groupe belge Sambre-et-Meuse. |
| 1913             | Avec 506 000 tonnes de fontes produites, l’usine de Rombas arrive en tête de la production en Lorraine. |
| 18 novembre 1919 | Création de la Société lorraine des aciéries de Rombas, regroupant les mines et usines de Rombas et Maizières.                                                                                                |
| 1920             | Mise en chantier du haut-fourneau no 8. |
| 1931             | Construction de la seconde aciérie Thomas. |
| 1939             | Les huit hauts-fourneaux sont à feu. |
| 28 décembre 1950 | Sidélor, (Union sidérurgique lorraine), réalise la fusion de dix mines de fer, deux usines à chaux, et de huit usines sidérurgiques essentiellement en Lorraine dont le pôle de Rombas est le plus important. |
| 1964             | L’usine produit 1,4 million de tonnes de fonte annuel. |
| 1968             | Création de Wendel-Sidélor par le regroupement de Wendel et Cie (société anonyme), l’Union sidérurgique lorraine et la Société mosellane de sidérurgie (SMS).                                                 |
| 1973             | Wendel-Sidélor absorbe sa filiale Sacilor et devient Sacilor - Aciéries et Laminoirs de Lorraine. |
| 1978             | Arrêt des petits trains puis de l’aciérie |
| 1984             | Unimétal est créée et reprend l’activité des produits longs de Sacilor et Usinor. |
| 1998             | ISPAT rachète Unimétal. |
| 1993 JUILLET     | Arrêt du laminage et de la fabrication de palplanches. |
| 1998             | Fermeture du no 7 puis du dernier haut-fourneau no 5. Démantèlement. |
| 2001             | Démolition du dernier haut-fourneau. |

#### Friches industrielles
Un crassier  est présent  sur l' emprise de l’ancienne usine de Rombas. Un état des sols a été effectué, au titre des missions de l’Établissement public foncier de Lorraine (s’étant substitué en 2004 à l’EPML, Établissement public foncier de la métropole lorraine) sur la gestion des friches industrielles.

## Population et société

### Démographie

#### Évolution démographique
L'évolution du nombre d'habitants est connue à travers les recensements de la population effectués dans la commune depuis 1793. Pour les communes de plus de 10 000 habitants les recensements ont lieu chaque année à la suite d'une enquête par sondage auprès d'un échantillon d'adresses représentant 8 % de leurs logements, contrairement aux autres communes qui ont un recensement réel tous les cinq ans,.

En 2022, la commune comptait 9 534 habitants, en évolution de −3,28 % par rapport à 2016 (Moselle : +0,52 %, France hors Mayotte : +2,11 %).
| 1793 | 1800  | 1806  | 1821  | 1836  | 1841  | 1861  | 1866  | 1871  |
| ---- | ----- | ----- | ----- | ----- | ----- | ----- | ----- | ----- |
| 996  | 1 027 | 1 069 | 1 097 | 1 166 | 1 184 | 1 214 | 1 348 | 1 298 |

| 1875  | 1880  | 1885  | 1890  | 1895  | 1900  | 1905  | 1910  | 1921  |
| ----- | ----- | ----- | ----- | ----- | ----- | ----- | ----- | ----- |
| 1 310 | 1 318 | 1 402 | 2 002 | 2 345 | 4 034 | 5 230 | 6 247 | 6 200 |

| 1926  | 1931  | 1936  | 1946  | 1954  | 1962   | 1968   | 1975   | 1982   |
| ----- | ----- | ----- | ----- | ----- | ------ | ------ | ------ | ------ |
| 6 495 | 7 056 | 6 459 | 6 358 | 6 893 | 10 492 | 12 412 | 13 303 | 11 733 |

| 1990   | 1999   | 2006   | 2011  | 2016  | 2021  | 2022  | - | - |
| ------ | ------ | ------ | ----- | ----- | ----- | ----- | - | - |
| 10 844 | 10 743 | 10 023 | 9 929 | 9 857 | 9 697 | 9 534 | - | - |

Le maximum de la population a été atteint en 1975 avec 13 303 habitants.

#### Pyramide des âges
La population de la commune est relativement jeune.
En 2018, le taux de personnes d'un âge inférieur à 30 ans s'élève à 35,3 %, soit au-dessus de la moyenne départementale (33,6 %). À l'inverse, le taux de personnes d'âge supérieur à 60 ans est de 25,8 % la même année, alors qu'il est de 26,2 % au niveau départemental.
En 2018, la commune comptait 4 698 hommes pour 5 135 femmes, soit un taux de 52,22 % de femmes, légèrement supérieur au taux départemental (51,08 %).
Les pyramides des âges de la commune et du département s'établissent comme suit.
| Hommes | Classe d’âge | Femmes |
| ------ | ------------ | ------ |
| 0,7    | 90 ou +      | 1,2    |
| 9,0    | 75-89 ans    | 11,4   |
| 13,9   | 60-74 ans    | 15,1   |
| 21,2   | 45-59 ans    | 20,2   |
| 19,0   | 30-44 ans    | 17,6   |
| 18,6   | 15-29 ans    | 18,2   |
| 17,5   | 0-14 ans     | 16,3   |

| Hommes | Classe d’âge | Femmes |
| ------ | ------------ | ------ |
| 0,6    | 90 ou +      | 1,5    |
| 6,8    | 75-89 ans    | 9,5    |
| 17,2   | 60-74 ans    | 18,4   |
| 20,9   | 45-59 ans    | 20,5   |
| 19,5   | 30-44 ans    | 18,6   |
| 17,7   | 15-29 ans    | 15,7   |
| 17,4   | 0-14 ans     | 15,8   |

## Politique et administration

### Institutions
La commune dispose des services publics suivants : juridiction de proximité (siégeant à la mairie), Poste, recette perception, poste de police nationale, service de police municipale, centre de secours et de lutte contre l'incendie.
Les habitants de Rombas dépendent des juridictions suivantes :
- pour l’ordre judiciaire : cour d’appel de Metz, tribunal judiciaire (anciennement tribunal de grande instance) de Metz, tribunal de proximité  de Metz, tribunal pour enfants de Metz, conseil de prud’hommes de Metz, chambre commerciale du tribunal judiciaire de Metz ;
- pour l’ordre administratif : cour administrative d’appel de Nancy, tribunal administratif de Strasbourg.

### Budget et fiscalité
Le droit local en Alsace et en Moselle (chasse, forêt…) s'applique à la commune. Les orientations en matière d’urbanisme s'effectuent au moyen d'études en cours pour le schéma de cohérence territoriale (Scot) et d'un plan paysage par le biais de la communauté de communes.
Règlements applicables :
- POS : un plan local d'urbanisme (PLU)  s'applique à la commune ;
- le Plan de prévention des risques mouvements de terrain comprend la ville, comme les limitrophes.

Budget :
Le budget de la ville s'élevait à 20, 8 M€ pour l'exercice fiscal 2023, en augmentation de 11% par rapport à l'année précédente. 
Une partie importante du budget de la ville est allouée aux investissements dans le développement de l'attractivité économiques et des infrastructures de la ville. Ainsi ,en 2023, 7,2 M€ étaient alloués aux investissements, un chiffre en hausse de 116% par rapport à 2020.
Les finances de la ville sont bien maitrisées avec une dette par habitant de 453€, un chiffre inférieur de 43% à la moyenne nationale pour la strate de la ville. Ce chiffre est en diminution de 18% par rapport à 2020. 

### L’intercommunalité
Depuis 1974, la ville de Rombas est membre du Siegvo, organisme public centenaire chargé de la production et la distribution de l’eau dans 34 communes. Rombas est le siège de la communauté de communes du Pays Orne-Moselle, établissement public à fiscalité propre. Administrativement créée en 2000, la communauté de communes a absorbé les activités du précédent Siivo (Syndicat intercommunal d’industrialisation de la vallée de l’Orne) et est adhérente à l’Aguram (Agence d’urbanisme d’agglomérations de Moselle), ancienne Agence d’urbanisme de l’agglomération messine, qui avait été créée en 2002.

### Liste des maires
| Période           | Période                    | Identité                  | Étiquette   | Qualité |
| ----------------- | -------------------------- | ------------------------- | ----------- | --- |
| 1891              |                            | Jean Baptiste Tischmacher |             | |
| 1910              | 1918                       | Robert Hinsberg           |             | |
| 1918              | 1929                       | Jean Barthel              |             | |
| 1929              | 1934                       | Pierre Barbian            | SFIC        | Serrurier dans la métallurgie et mineur de fer |
| 1934              | 18 mai 1935                | Auguste Wurtz             |             | |
| 18 mai 1935       | ?                          | Émile Schladenhauffen     |             | Notaire |
| juin 1940         | 12 septembre 1944          | Georges Bauer             |             | |
| 12 septembre 1944 | 5 octobre 1945             | Raymond Musquar           |             | |
| 5 octobre 1945    | 5 octobre 1946 (démission) | Pierre Barbian            | PCF         | Serrurier dans la métallurgie et mineur de fer |
| 5 octobre 1946    | 3 octobre 1947             | Joseph Keller             | PCF         | |
| 3 octobre 1947    | 14 décembre 1950           | Paul Wetzel               |             | |
| 2 janvier 1951    | 4 décembre 1955            | Albert Zuber              |             | |
| 4 décembre 1955   | 25 mars 1977               | Armand Nass               | RI          | Chef d’entreprise Député de la 1re circonscription de la Moselle (1969 → 1973) Conseiller général du canton de Rombas (1967 → 1973) |
| 25 mars 1977      | 18 juin 1995               | Marcel Jehl               | PS          | Instituteur |
| 18 juin 1995      | En cours                   | Lionel Fournier           | PS puis DVG | Chargé de mission à la Direction régionale de l'équipement Conseiller régional de Lorraine (2004 → 2010) Conseiller général (2011 → 2015) puis départemental du canton de Rombas (depuis 2015) Président de la CC du Pays Orne-Moselle |

### Jumelages
- Heringen (Allemagne), dans l’Est de la Hesse.
- Weston (États-Unis) depuis 1950(en), dans le cadre de l’association Weston-Rombas[43].

## Santé
La ville dispose d'une offre médical complète avec différentes professions de santé citées ci dessous : 
- Une dizaine de médecins généralistes et spécialistes (dermatologue, dentiste...) dont certains sont regroupés au sein d'une maison médicale.
- Plusieurs cabinets infirmiers sont implantés sur la commune
- 3 pharmacies
- Plusieurs dentistes
- Des kinésithérapeutes et ostéopathes
- Des psychologues

Les hôpitaux les plus proches sont l’hôpital Saint-François à  Marange-Silvange et l’hôpital Saint-Maurice de Moyeuvre-Grandeet le futur hôpital Claude Bernard de Maizières-lès-Metz en cours de construction. 

## Tourisme et cadre de vie

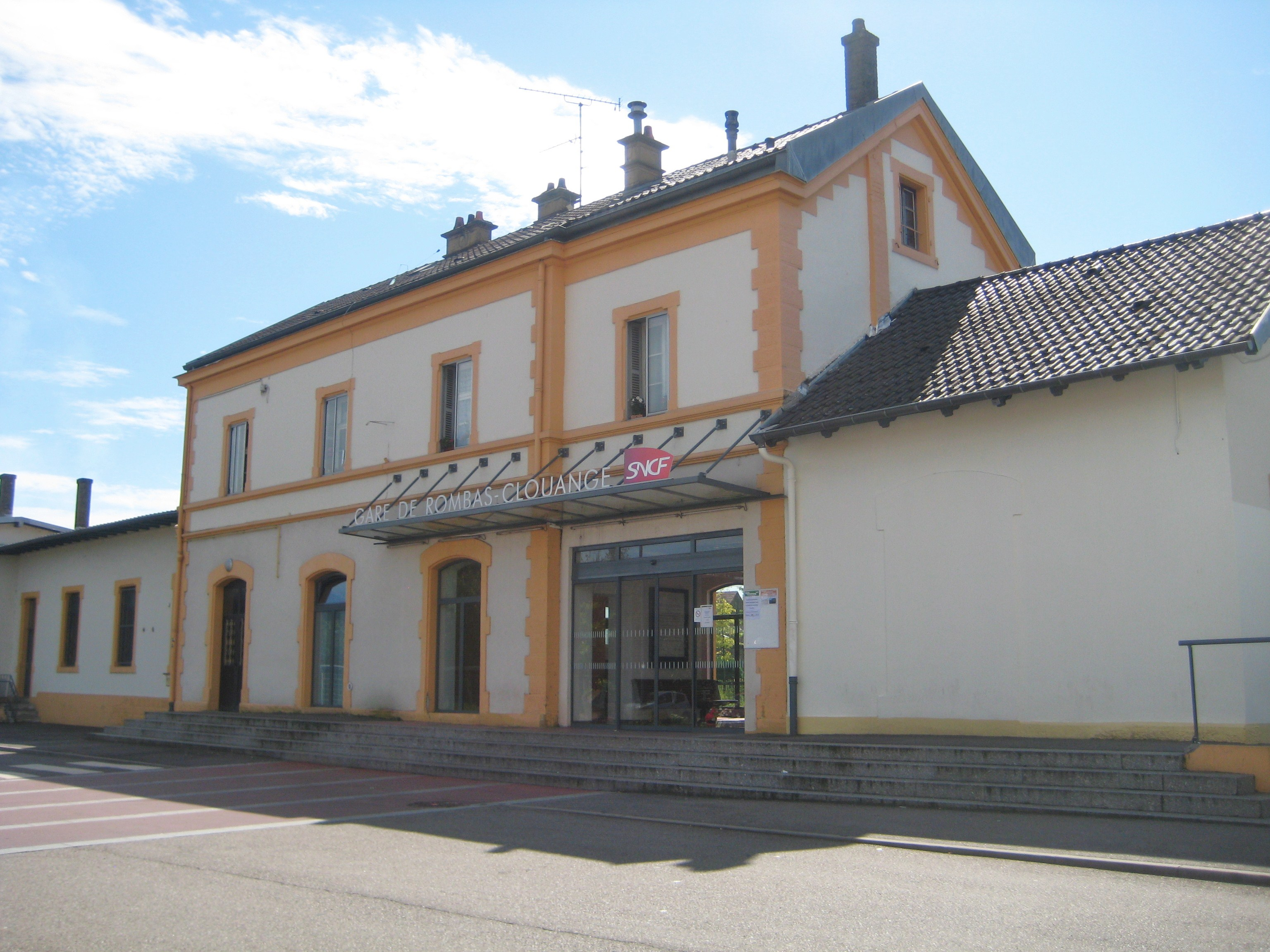
La gare.

La ville de Rombas possède un syndicat d’initiative depuis avril 1994 dont le secrétariat est situé dans les bureaux de l’office municipal de la culture. Favorisant l’information et l’accueil des visiteurs, notamment sur la pratique des activités culturelles et sportives, le syndicat est chargé de la promotion touristique de la ville de Rombas et de ses environs. Le syndicat est présent durant la période estivale dans la zone de loisirs du fond Saint-Martin où il occupe un chalet, pour offrir divers services tels que l’accueil des groupes de centres aérés, la vente de cartes de pêche, de billets de cinéma, de cartes téléphoniques, et de cartes postales de la ville.
Depuis 2000, les efforts du service des espaces verts et la participation des habitants valent à la commune le maintien au classement le plus élevé, soit quatre fleurs, au concours des villes et villages fleuris.
En 2010, la commune de Rombas a été récompensée par le label Ville Internet avec trois @.
La ville dispose d'une gare SNCF positionnée sur la ligne Verdun-Hagondange et qui dessert les villes de Metz, Verdun, Moyeuvre-Grande, Hagondange par des liaisons directes quotidiennes. Il est également possible de se rendre à Nancy, Thionville ou Luxembourg moyennant une correspondance à Hagondange.
En 2022, la gare de Rombas avait accueillit 59 000 voyageurs. 

## Enseignement
Les équipements scolaires sont importants sur le territoire.

### Enseignement primaire
L’enseignement primaire est réparti sur cinq groupe scolaires, composés chacun d’une maternelle et d’une école primaire :
- groupe scolaire du Petit-Moulin ;
- groupe scolaire du Rond-Bois ;
- groupe scolaire de la Ville-Basse ;
- groupe scolaire de la Ville-Haute ;
- groupe scolaire de Villers.

L’Inspection de Rombas, domiciliée à l’école de la Ville-Basse, est chargé d’une mission d’animation du plan départemental des sciences.

### Enseignement secondaire
La cité scolaire Julie-Daubié (portant le nom de Julie Daubié) est une structure inhabituellement dense de par ses effectifs en personnel et en public. L’enseignement s’étend de la sixième aux classes post-baccalauréat (BTS), intégrant les formations dans le domaine industriel et tertiaire. Elle regroupe :
- un collège,
- un lycée d’enseignement professionnel,
- un lycée d’enseignement général et technique.

Elle abrite le siège du Greta de Moselle-Nord, chargé de la formation continue et des centres d’information et d’orientation.

## Lieux de culte
- culte catholique : église Saint-Rémi et chapelle de Villers
- culte réformé : temple protestant (paroisse de Rombas-Clouange-Vitry-sur-Orne-Pierrevillers).

## Culture

### Médiathèque
La médiathèque La Pléiade a été inaugurée en 1989 par Pierre Mauroy, ancien Premier ministre. Elle est composée de :
- une section jeunesse disposant d’albums illustrés, de romans, de documentaires, de bandes dessinées et d’une salle de travail pour les jeunes lecteurs ;
- une section adultes dotée de plus de 40 000 ouvrages et d’une centaine de périodiques disponibles :
  - un fonds lorrain important comportant notamment des documents relatifs à la vallée de l’Orne et à la sidérurgie,
  - une salle de lecture et de travail mettant à disposition dictionnaires et encyclopédies ;
- une section audiovisuelle avec plus de 6 000 CD et 4 000 vidéogrammes dont 1 500 DVD ; ce fonds audiovisuel est complété par des périodiques sur la musique, le cinéma et la photographie.

La médiathèque permet d’accéder à Internet grâce à un réseau Wi-Fi.
Elle abrite un Espace public numérique.

### L’Espace culturel
L’Espace Culturel www.espace-culturel-rombas.com, issu de la réhabilitation complète de l’ancienne salle des fêtes, est une salle de spectacle créée en 2000 appartenant à la ville et gérée par l'Office municipal de la culture. Disposant de 500 places assises, elle permet une configuration modulable selon le type d’événement, et peut accueillir jusqu’à 700 spectateurs. L’Espace comprend un hall d’exposition. Il est équipé de cuisines. L’Espace Danse est attenant au complexe.

### Musique et danse
Le Pôle musical et espace Danse regroupe deux structures :
- l’Atelier musique et danse ;
- l’harmonie municipale La Concordia fondée en 1899, composée d’environ 50 instrumentistes à vent.

### Théâtre jeune public
La maison de l’Enfance propose une programmation Môm’Théâtre à destination des enfants.

### Vie associative
- équipements
- associations

## Loisirs et sport

### Fond Saint-Martin

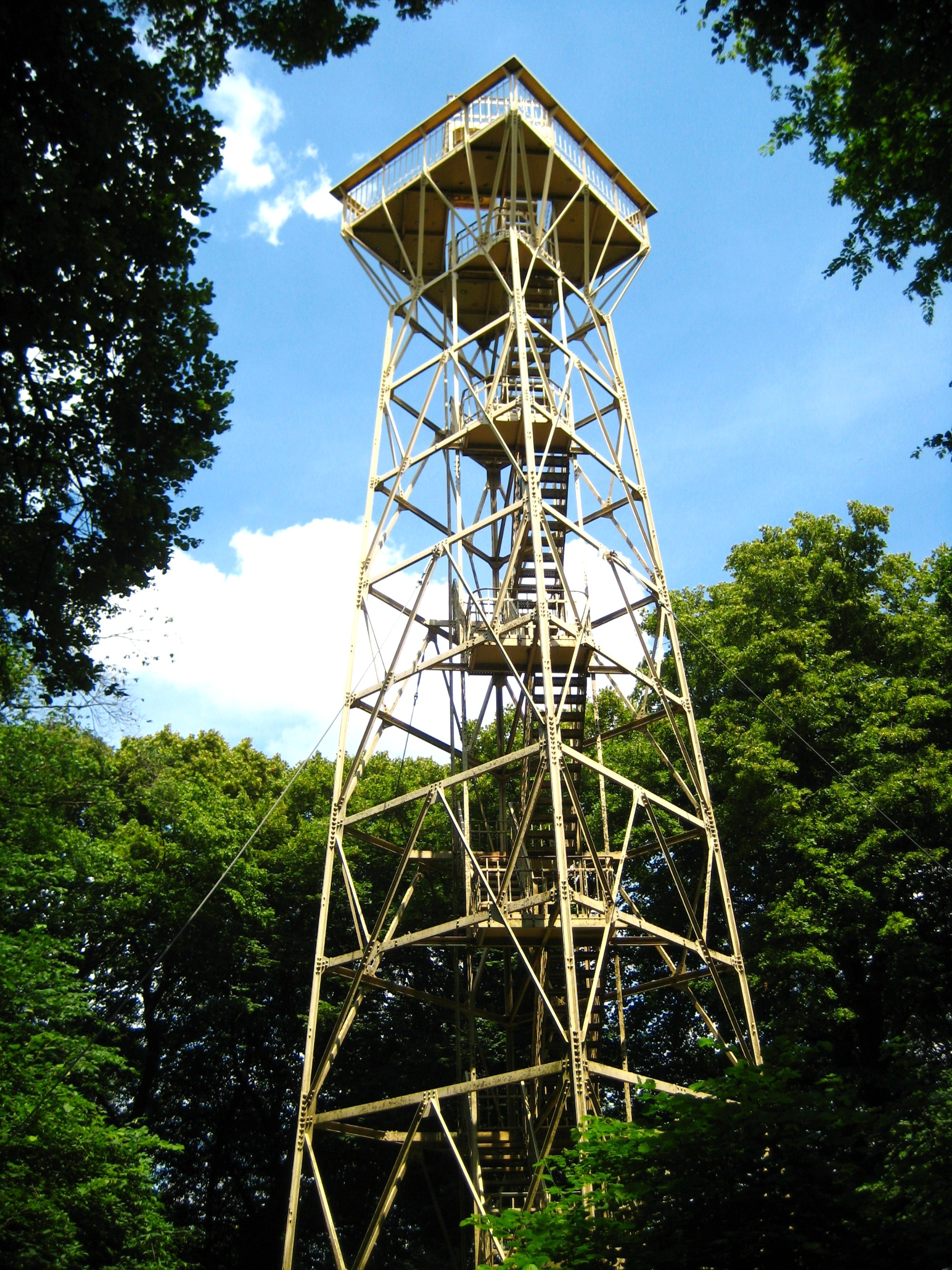
La tour de Drince.

À partir du début des années 1980, au moment où la localité voisine d’Amnéville, dirigée par le député-maire Jean Kiffer (DVD), a déjà investi depuis plusieurs années le bois de Coulange pour y développer un centre touristique, la municipalité socialiste rombasienne décide l’aménagement du fond Saint-Martin à partir d’un bassin en eau créé par une retenue artificielle. Un stade de football engazonné, un parc animalier, des jeux pour enfants, une piste de bal et une buvette successivement construits y drainent la population, spécialement à la belle saison et lors d’événements festifs tels que la Fête des Enfants (chaque 1er mai) ou le soir du 13 juillet pour les feux d’artifice de la fête nationale tirés depuis les berges du plan d'eau. Un circuit de luge verte fonctionne durant les années 1990. Un mur d’escalade en béton, record d’Europe en tant que structure auto-portée avec ses 40 mètres, y est érigé, puis fermé au public depuis un accident. Le fond Saint-Martin est également équipé d'un pas de tir pour le tir à l'arc ainsi que deux courts de tennis extérieurs. Un sentier ornithologique y a été mis en place en partenariat avec la Ligue pour la protection des oiseaux (LPO).
Les massifs boisés et les divers sentiers de randonnées se prêtent idéalement à l’organisation d’événements sportifs à l’échelle régionale (championnats départementaux ou régionaux de cross) ou nationale. Le fond Saint-Martin a ainsi accueilli en 2011 le championnat de France des clubs de course d'orientation. C'est aussi le lieu de deux compétitions d’athlétisme très prisées organisées par le Rombas Athletic Club : la Foll’dingue (ascension de la côte de Drince jusqu’à la tour et descente jusqu’au stade) et le Défi du fond Saint-Martin (3 épreuves de course à pied).

### Clubs de sport
On trouve sur la commune divers équipements sportifs et clubs.
- Union lorraine Rombas (ULR), football
- Rombas athlétic club (RAC)
- Vélo Club Rombas VTT
- Société Cycliste La Flèche, cyclo ball et vélo acrobatique
- JSO (Jeunesse Sportive Ouvrière), gymnastique
- Handball Club Rombas
- Rombas Olympic Club (ROC), basket
- Aïkido Club
- 1re Compagnie d'Arc, tir à l'arc
- Badminton Club Rombas
- Boxing Club de Rombas

## Patrimoine naturel et architectural

### Environnement
- Promenade cyclable (le Fil bleu) aménagée sur la rive droite de l’Orne allant de Moineville et Valleroy à Rombas sur l’impulsion de Lucien Hammes et l’association Au fil de l’Orne[55]. Le pont de la Grande Fin (lieu-dit) construit en béton pour supporter les convois ferroviaires et récemment restauré est l’héritier insolite d’un projet avorté de développement de l’ancienne usine. Végétation caractéristique (diverses espèces de saules, aulnes, bouleaux, etc.).
- Les Roches, falaises calcaires pittoresques qui affleurent dans le bois. Influence plausible de ce site sur les légendes des facétieuses Tiffenottes[56].
- La tour de Drince, initialement située sur le ban communal de Pierrevillers, est une construction métallique haute de vingt-cinq mètres[57], érigée sur la côte éponyme. Coiffant la cime des arbres à une altitude de 399 mètres, elle surplombe une partie des vallées de l’Orne et de la Moselle, entre Metz et Thionville, mais ne se trouve pas exactement au point culminant de la côte (402 m). Faisant office de halte sur le GR 5, elle remplace une précédente tour d’observation en bois, due au Club vosgien en 1907, détruite aux premiers jours de la Première Guerre mondiale. Elle fut reconstruite en 1932 par l'entreprise amnévilloise Jost et Collot avec l’acier produit dans l’usine de Rombas et financée par des dommages de guerre versés au Club Vosgien et complétés par une souscription publique.
- Pelouses calcaires propices aux orchidées.

### Architecture et sculpture

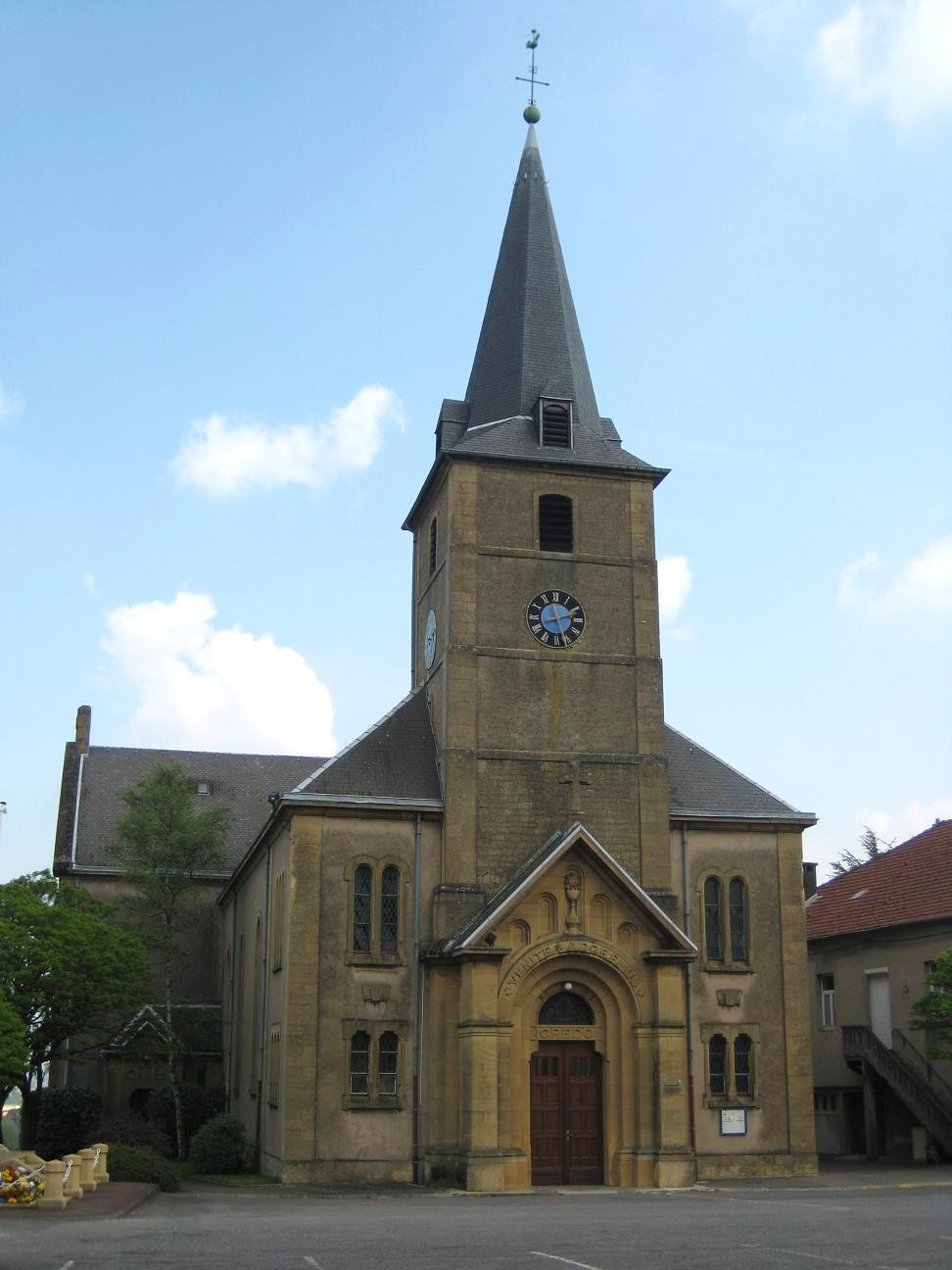
Église Saint-Rémi

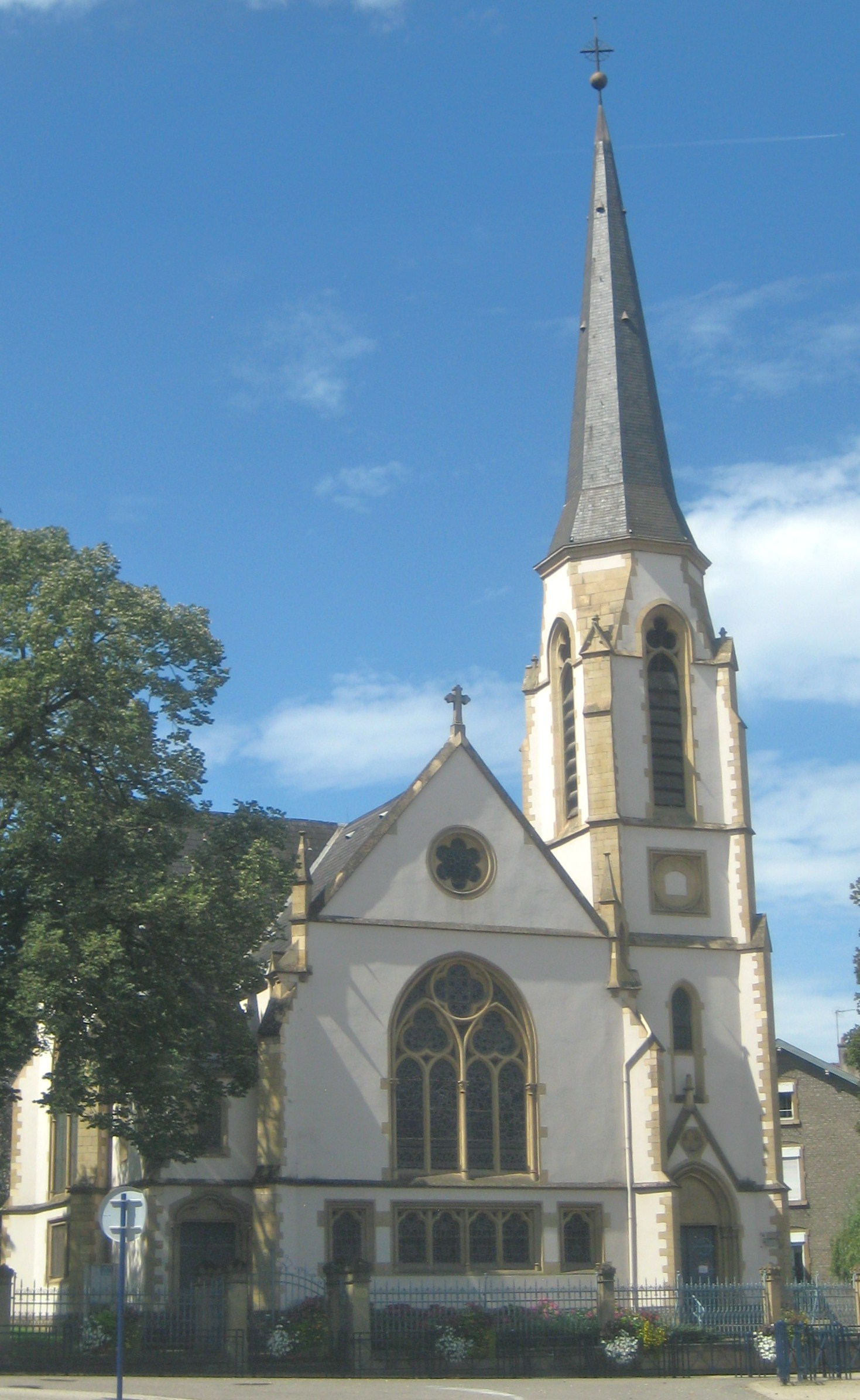
Temple protestant réformé (1900).

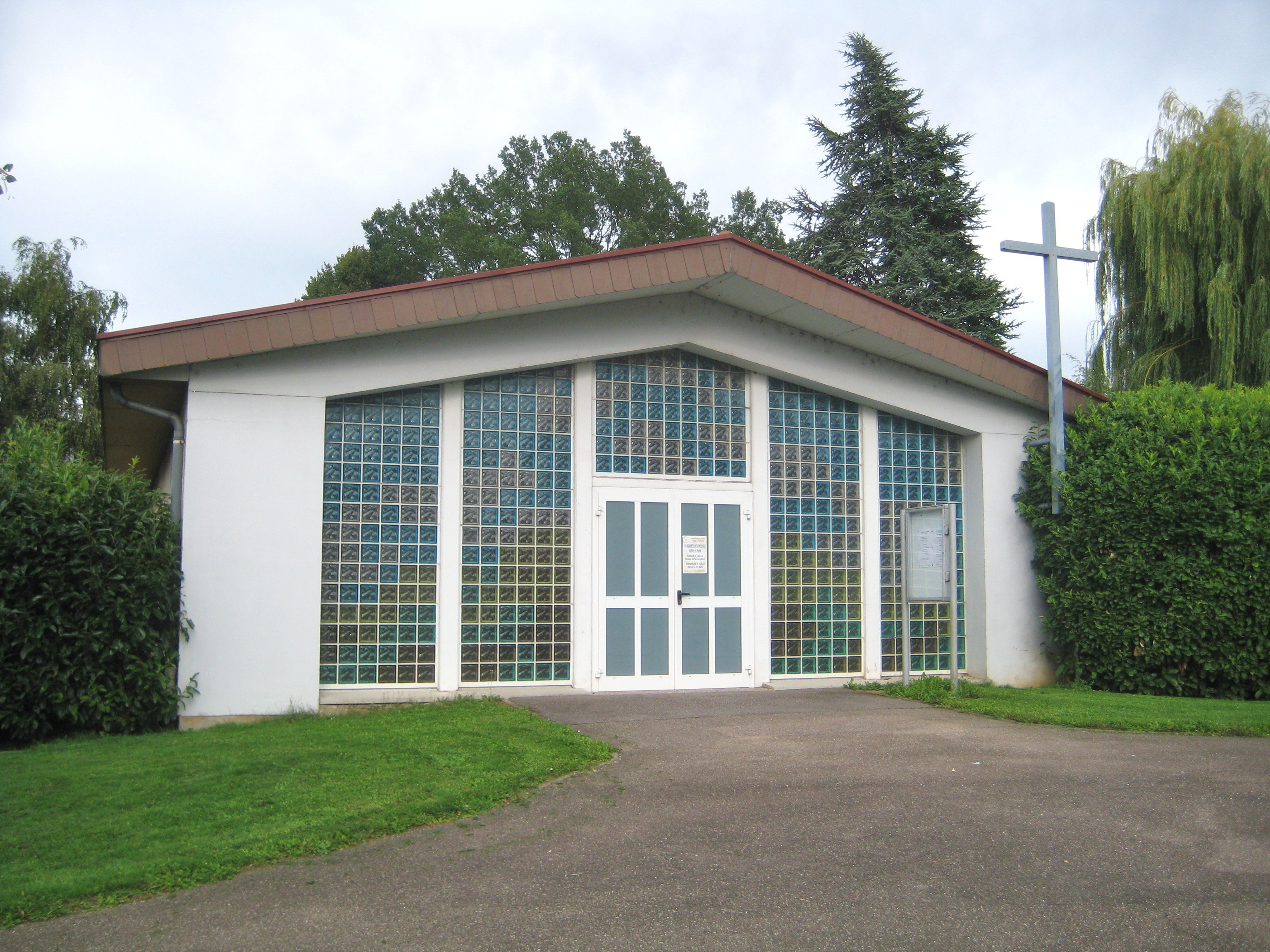
Chapelle Saint-Jacques de Villers.

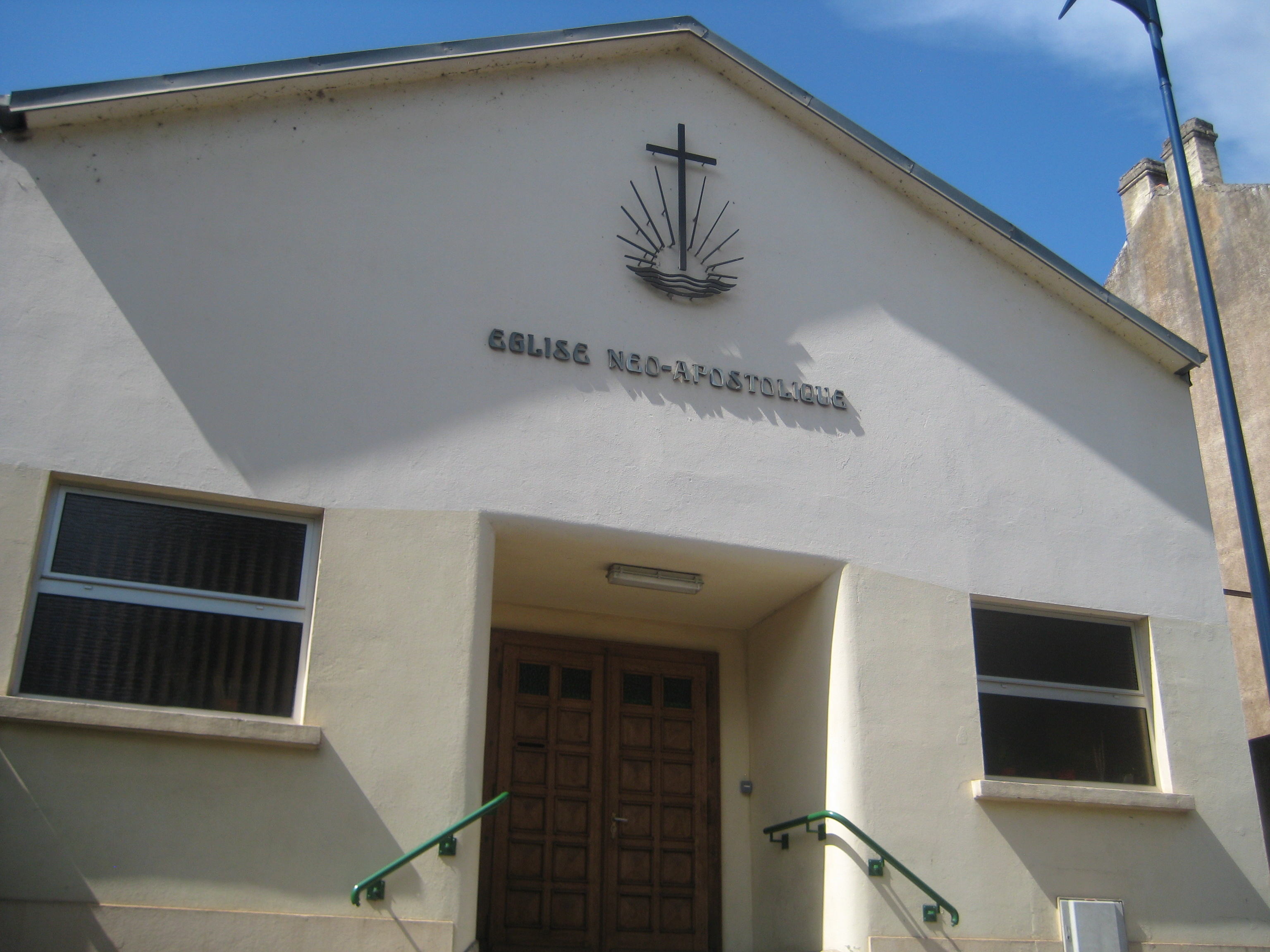
Église néo-apostolique.

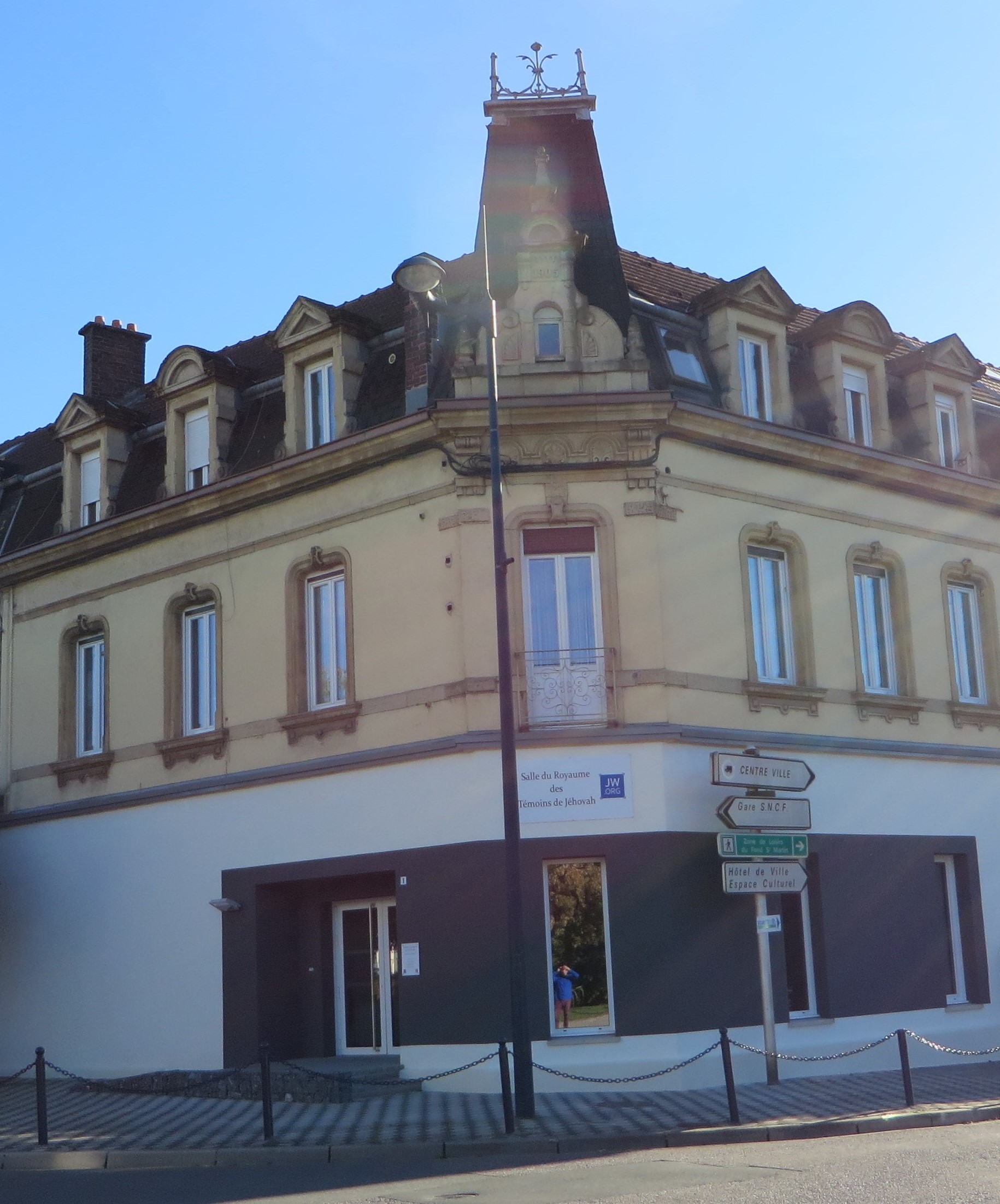
Salle du Royaume

#### Édifices religieux
- L’église paroissiale Saint-Rémi (1756) a été reconstruite en 1938 afin d’adapter ses dimensions à la forte augmentation de population notamment due à l’essor industriel. À l’exception de la tour du clocher (conservée de la précédente église édifiée en 1755 (ou 1756 ?) partiellement mutilée par le raccordement de la toiture surélevée, la facture de l’édifice, notamment les trois portails, est néoromane. Ce choix stylistique, adopté pour nombre d’autres églises contemporaines aux alentours, est étayé par la persistance de la facture romane pour nombre des églises de cette ancienne campagne. Mais le style art déco est présent dans l’édifice de manière diffuse, tant pour le balcon supportant les orgues que pour le mobilier, les bas-reliefs en marbre, les scènes du chemin de croix ou encore les vitraux. Un christ ou bon-Dieu de pitié[58] du XVIe siècle est conservé dans l’église, semblable à celui de l’église de Pierrevillers. Les modifications de l’entre-deux-guerres (destruction de l’ancien ossuaire, du couvent) ont mis au jour les vestiges archéologiques de la période romane. Le site sur lequel elle s’élève était fortifié, permettant ainsi le repli des habitants en cas de conflit.
- Croix sculptées dans la pierre de Jaumont dont la croix dite des Mageron (XVIIe siècle) et la croix-Navée. La croix des Mageron, antérieure à la guerre de Trente Ans a été relevée voire restaurée à la suite des destructions de la guerre. Elle consiste en un fût qui supporte un édicule cubique miniature avec quatre niches sculptées représentant successivement saint Nicolas, sainte Barbe, saint Remi, et à son sommet une croix[59],[60], ils témoignent de cet art régional des bildstocks, littéralement « colonnes à images ». Au cours des dernières décennies, le devenir de ce patrimoine rural est en danger (érosion de la pierre, dégradations volontaires, enfouissement partiel). Le sculpteur François Lapierre de Rombas est resté dans la postérité en signant plusieurs de ces monuments essaimés dans la région, souvent le long des chemins.
- Le temple protestant réformé, rue de Metz, néogothique a été construit en 1899–1900 sur les plans de M. Gunz, ingénieur d’usine. Les vitraux ont été réalisés en Allemagne, et ses orgues réputées sont l’œuvre de Frédéric Haerpfer à Boulay-Moselle.
- Chapelle Sainte-Jacques de Villers, XXe siècle.
- Église néo-apostolique, rue de l'Argonne.
- Salle du Royaume, angle rue de Metz, rue de la Gare.

#### Architecture civile

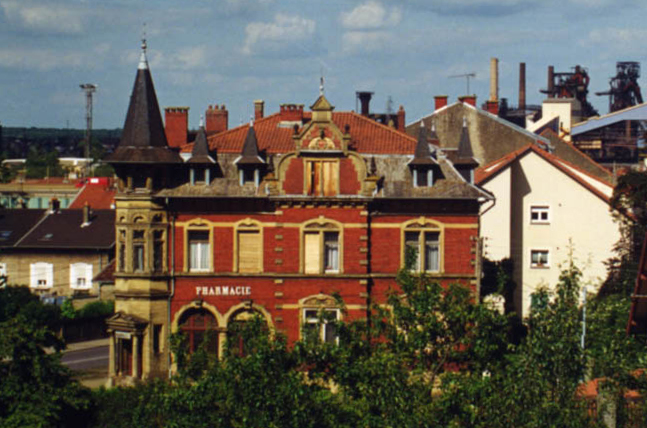
La pharmacie de la rue de Metz (actuelle pharmacie des Roches) (1900), style néo-Renaissance. À l’arrière-plan, les hauts-fourneaux peu avant leur démolition en 2001.

- immeubles d’habitation du XVIIIe siècle et de la première moitié du XIXe siècle : rue de la Fontaine, Grand’rue, rue de l’Église ; rues de la Tour et de Villers.
- école et ancienne mairie (actuellement siège de la communauté de communes), fin XIXe siècle, rue Alexandrine ainsi dénommée d’après le prénom de l’épouse de M. Tischmacher, maire de Rombas de 1891 à 1910.
- ancienne école protestante devenue médiathèque La Pléiade
- ancienne mairie et tribunal, (actuel commissariat de police) ;
- immeubles d’habitation de la période allemande : rues de la Gare, de Versailles, Raymond-Mondon, Sœur-Pierre-Stanislas. Villas de "la côte des Lapins" (rue Joffre) et de la rue Foch où se sont établis les cadres de l’usine.
- pharmacie de la rue de Metz (1900), pastiche de la période allemande, avec un décor au contraste chromatique de brique et pierre.

## Personnalités liées à la commune

### Personnalités nées à Rombas
- Nicolas Charpentier (Rombas, 1786 - Metz, 1861), homme politique français.
- Alphonse Aubertin (1835-1903), auteur d'une tentative d'assassinat de Jules Ferry.
- Marie Hackin (Rombas, 1905 - en Mer du Nord, 1941), Compagnon de la Libération[61], récipiendaire de la croix de guerre 1939-1945 avec palmes.
- Hans Hakenholt (Rombas, 1909 - Hambourg, 1981), officier allemand, récipiendaire de la Croix de chevalier de la croix de fer.
- Théo Braun (Rombas, 1910 - en Espagne, 1994), syndicaliste, banquier et homme politique français.
- Arsène Lux (Rombas, 1935 - ), homme politique et haut fonctionnaire français.
- Roland Fangille (Rombas, 1939 - Alès, 2020), cycliste, créateur et organisateur de l'Étoile de Bessèges.

### Personnalités liées à Rombas
- François Lapierre (Montois-la-montagne, c.1651- ap.1727), sculpteur de pierre à Rombas[62] ;
- Jean-Baptiste Tischmacher (Wittenheim, 1846 - Rombas, 1910), maire et député protestataire au Reichsland d’Alsace-Lorraine ;
- Jacques Aimé Félix Laurent (1891 - 1983), officier de la Légion d’honneur, a dirigé l’Usine de Rombas[63] ;
- Armand Nass (Hagondange, 1919 - Moyeuvre-Grande, 2008), conseiller général du canton de Rombas de 1967 à 1973 et maire de Rombas de 1955 à 1977.
- Sœur Pierre Stanislas[64].

## Filmographie
- Plusieurs lieux de Rombas ont servi de décor en 1992 au tournage du film Ville à vendre de Jean-Pierre Mocky.
- Durant l’été 2008, des scènes de Ich bin eine Terroristin de Valérie Gaudissart ont été tournées dans l’un des sites abandonnés de l’ancienne usine Unimétal.